# Tim Blake
Timothy "Tim" Blake (Londres, 1952) es un teclista británico de rock progresivo y rock espacial, conocido por su participación en los grupos Gong y Hawkwind.

## Biografía
Blake nació el 6 de febrero de 1952 en Hammersmith, barrio al oeste de la capital inglesa.
Trabajando como ingeniero de sonido a principio de los años 70 conoció a Daevid Allen, creador del grupo de rock espacial Gong, a quienes se unió en 1972 en Francia. Con Gong grabó la trilogía de álbumes llamada "Radio Gnome Invisible" entre 1973 y 1974: Flying Teapot, Angel's Egg y You, aunque se alejó del grupo en 1975 (al igual que Allen).
Tras esta experiencia Blake creó su propio proyecto en solitario: Crystal Machine, realizando los LP Crystal Machine y Blake's New Jerusalem.
Entre 1979-1980 se une al grupo Hawkwind, con quienes graba el álbum Levitation.
Blake volvería a formar parte de Hawkwind repetidas veces a lo largo de las décadas, intercalando esta labor con sus proyectos en solitario.
Del mismo modo ha colaborado con el músico Steve Hillage.
A partir de 2006 decidió retirar todo su catálogo discográfico en formato físico del mercado, comercializándolo sólo a través de su sitio web en formato digital.
Blake está radicado en Francia desde hace muchos años, viviendo actualmente en la región de Poitou.

## Discografía
- 1977: Crystal Machine
- 1978: Blake's New Jerusalem
- 1979: Waterfalls in Space (con Jean-Philippe Rykiel)
- 1991: Magick
- 2000: The Tide of the Century
- 2002: Caldea Music II
- 2006: Live Waterfalls in Space
- 2012: Noggi 'Tar